# Valkyrieritten

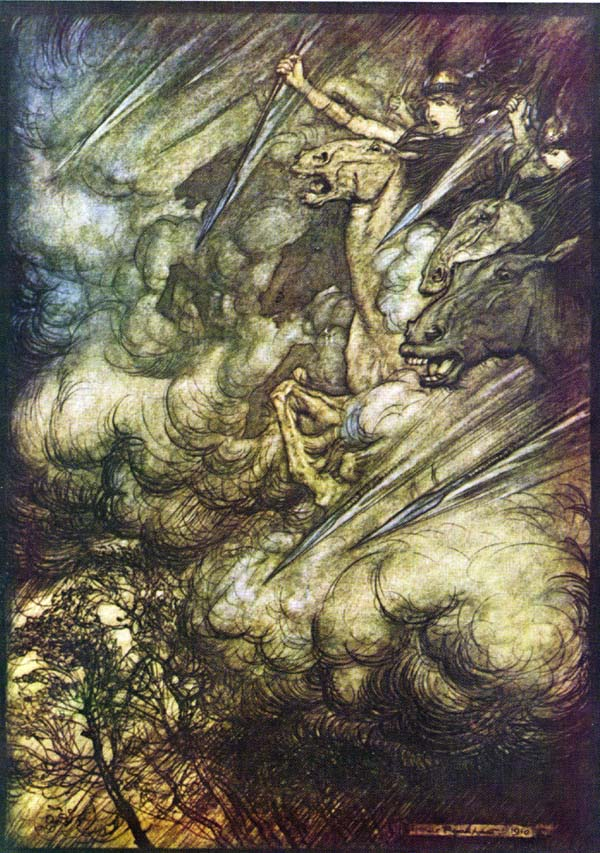
Valkyriornas ritt, målad av Arthur Rackham 1910

"Valkyrieritten" (tyska: Walkürenritt eller Ritt der Walküren) är det populära namnet på inledningen till den första scenen i den tredje och sista akten av Valkyrian, den andra av de fyra episka musikdramer som utgör operacykeln Nibelungens ring, komponerad av Richard Wagner som tema 1851 och som opera 1854-56.
Som ett separat stycke hörs Valkyrieritten ofta i en rent instrumental version, som kan vara så kort som tre minuter. Tillsammans med "Brudkören" ur Lohengrin är Valkyrieritten ett av Wagners mest kända verk. Den framförs ofta på konserter oberoende av den opera som den är baserad på och används bland annat som Luftwaffes hymn under Tredje riket. Den blev även en av den mest kända filmmusiken 1979, när den ackompanjerade en amerikansk attackhelikopterräd under Vietnamkriget i Francis Ford Coppolas film Apocalypse Now.

## Kontext
Huvudtemat för "Ritten", ledmotivet "Walkürenritt", skrevs ner för första gången av kompositören den 23 juli 1851. Det preliminära utkastet till "Ritten" komponerades 1854 som en del av kompositionen av hela operan, som var helt orkestrerad i slutet av mars 1856.
I Valkyrian börjar "Ritten", som tar cirka åtta minuter, i förspelet till den tredje akten, och bygger upp successiva lager av ackompanjemang tills ridån går upp för att avslöja en bergstopp där fyra av de åtta valkyriesystrarna till Brünnhilde har samlats för att förbereda transporten av fallna hjältar till Valhall. När de får sällskap av de andra fyra, bärs den välbekanta melodin upp av orkestern, medan valkyriorna ovanför den hälsar på varandra och sjunger sitt stridsrop. Förutom Rhendöttrarnas sång i Rhenguldet är det det enda ensemblestycket i de tre första operorna i Wagners Ringen.

## Uppförandehistorik
Den kompletta operan Valkyrian uruppfördes den 26 juni 1870 på Nationalteatern i München mot kompositörens önskan. I januari året därpå fick Wagner förfrågningar om att "Ritten" skulle framföras separat, men skrev att en sådan föreställning skulle betraktas som "en fullständig indiskretion" och förbjöd "allt sådant". Stycket trycktes och såldes dock fortfarande i Leipzig, och Wagner skrev ett klagomål till musikförlaget Schott. Under perioden fram till den första föreställningen av den fullständiga Ringcykeln 1876 fortsatte Wagner att få förfrågningar om separata föreställningar, och hans hustru Cosima noterade i sin dagbok: "Motbjudande brev anländer till R. – förfrågningar om Valkyriornas ritt och jag vet inte vad mer." När Ringen hade uppförts i Bayreuth 1876 hävde Wagner embargot. Han dirigerade den själv i London den 12 maj 1877 och upprepade den som ett extranummer.

### Andra världskriget
I en tysk journalfilm från den 30 maj 1941 spelades Valkyrieritten som bakgrundsmusik under inspelningar av det luftburna slaget om Kreta, liksom i rapporteringen om bombningen av järnvägen mellan Sankt Petersburg och Moskva. Den japanska krigspropagandan använde temat i den filmiska skildringen av erövringen av Indonesien.
Valkyrieritten sägs ha sänts på kortvågsradion hos en grupp stridsvagnar innan de inledde en attack under andra världskriget. Miljön beskrivs i boken Den bortglömda soldaten, skriven i slutet av 1940-talet, som utger sig för att vara en personlig version av författaren Guy Sajer och hans erfarenhet som tysk soldat i Großdeutschland-divisionen. Han beskriver att han befann sig nära stridsvagnarna i slaget vid Memel (nuvarande Klaipėda) där han plockades upp tillsammans med en oorganiserad trupp för att försöka bryta belägringsställningen och säger i sin bok att det var "ett passande ackompanjemang till det högsta offret".
Komplotten den 20 juli 1944 för att mörda Adolf Hitler kallas "Operation Valkyrie" (en historia som återberättas i den historiska filmen Valkyria, av Bryan Singer med Tom Cruise från 2008).

## Uppbyggnad
|  |
|  |

Stycket består av en fanfarliknande melodi som spelas av valthorn, trumpeter och tromboner med rörligt orkesterackompanjemang. Wagner föreskriver "livligt" som tempo och instruerar bleckblåsarna: "Betona rytmen mycket skarpt och klart genomgående". Det orkestrala preludiet övergår omedelbart i det sjungna stridsropet från de beridna kvinnoandarna i operan, som kallas valkyrior, ackompanjerade av orkestern. Sammanlagt varar stycket cirka åtta minuter. Den mer kända rent instrumentala versionen är cirka fem minuter lång.
Bleckblåsinstrument upprepar "valkyriemotivet" och träblåsarna flätas samman i sextondelsnoter. Sextondelsnoterna i träblåset tolkas som ljudet av valkyrior som flyger. Arpeggio hos stränginstrumenten stiger och faller upprepade gånger, vilket också kan tolkas som att valkyriorna rör sig upp och ner i luften i hög hastighet. Musikens tunga struktur skildrar karaktärernas och händelsernas tillstånd i berättelsen, vilket symboliserar stilen i Wagners kompositionsteknik.
Tonarten är b-moll, som anses vara en tonart som skapar en mörk och olustig känsla som är svår att få grepp om. Till exempel är Johann Sebastian Bachs "Mässa i h-moll", Franz Schuberts Symfoni nr 8 "Den ofullbordade" och Pjotr Tjajkovskijs Symfoni nr 6 h-moll "Pathétique" alla komponerade i h-moll。 Stycket kan på sätt och vis sägas vara nytt som ett sätt att hantera h-moll. Slutet på stycket är inte klart definierat. I operan övergår det utan uppehåll direkt i handlingen medan konsertversionen har ett klart slut.

## I populärkulturen

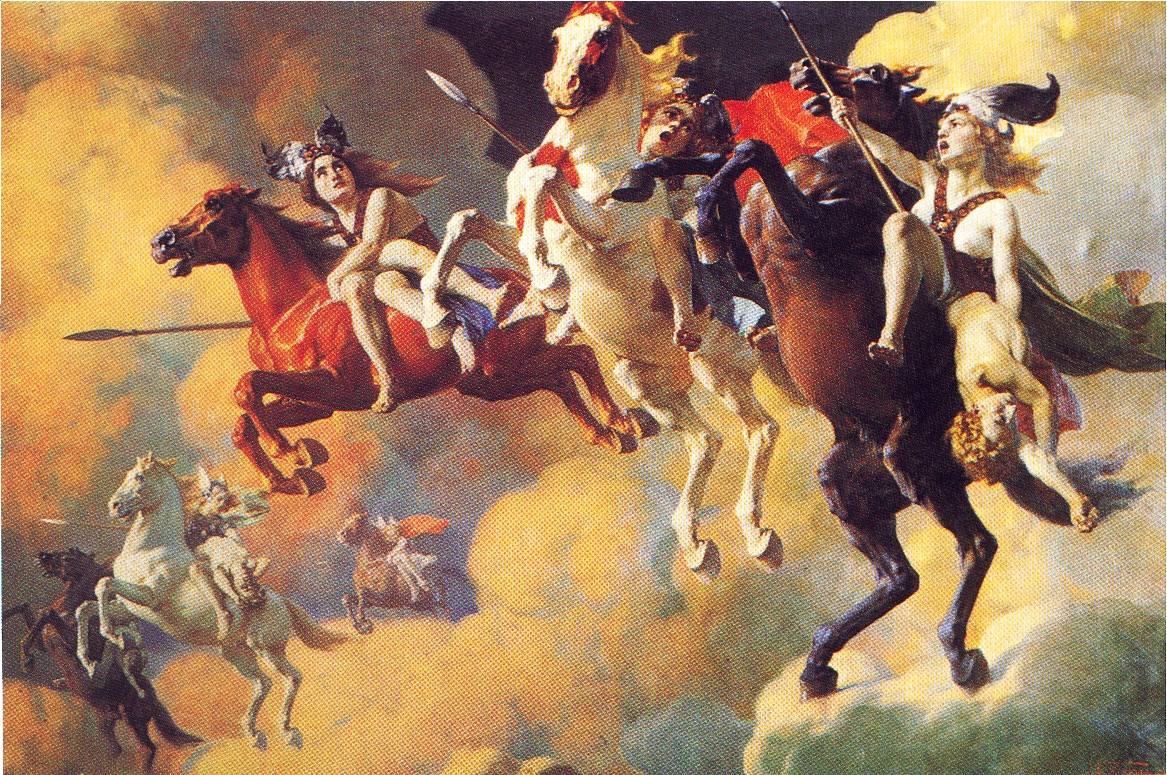
Cesare Viazzi: Valkyrieritten

Redan under Wagners livstid användes Valkyrieritten som cirkusmusik. Stycket används ofta i filmer och tv-program, till exempel:

### Film
- Nationens födelse (1915) av D. W. Griffith, sammanställd av Joseph Carl Breil och Griffith, använde musik i den klimaktiska scenen i tredje akten, när "Nords och Syds forna fiender förenades i försvaret av sin ariska födslorätt" mot de före detta svarta slavarna som frigavs efter det amerikanska inbördeskrigets slut. Den belägrade vita gruppen räddas av Ku Klux Klan med ljudet av musik.[15]
- I Chuck Jones animerade kortfilm What's Opera, Doc? (1957).[16]
- Apocalypse Now (1979), av Francis Ford Coppola,[17] där den ackompanjerar "kavalkaden" av amerikanska helikoptrar som attackerar en vietnamesisk by.[18] Överstelöjtnant Bill Kilgore (Robert Duvall) beordrar att musiken ska spelas med motiveringen: "It scares the hell out of the slopes!"
- I filmen Norbit (2007), när Rasputia hoppar från rutschkanan i vattenparken.
- Crazy Rich Asians (2018), när de går till Colins svensexa.
- 8 1/2 (1963) av Federico Fellini, i början när Guido tas om hand av läkaren och när han kommer in i badrummet (vita rummet).
- Skräck och avsky i Las Vegas (1998). "Fear and Loathing in Las Vegas (film)". Regissör Terry Gilliam.
- I Billy Wilders film Ett, två, tre (1961) sjunger en läkare som kallats ut från en föreställning av Valkyrian till tonerna av sin diagnos ("gravid är magnifikt"). Filmmusiken tar upp temat.
- Musiken används också i en biljakt i slutet av filmen Blues Brothers, där Illinois nynazister börjar jaga efter Elwood och Jake.[19]
- År 1973 togs temat upp av Ennio Morricone för filmmusiken till den italo western My Name is Nobody.[20][21]

### TV-serier
- I avsnittet "Mother Simpson" (1995) av säsong 7 av The Simpsons.
- I avsnittet "The Musical Blocks" i den animerade serien Pocoyo hörs ett arrangemang av låten från 3:28 minuter när Pato fastnar med de musikaliska blocken och Pocoyo måste rädda honom.
- I avsnitt 7 av animen Gate har den fjärde spaningsskvadronen i Japans självförsvarsstyrkor en CD med den här låten och använder den för att kunna möta banditerna som försöker belägra Italica, staden i den speciella regionen.
- I den animerade filmen Rango kan stycket höras i scenen när Rango med sina vänner flyr med en behållare med vatten från mullvadarna och börjar jakten genom luften ridande på fladdermöss.

### TV- och dataspel
- I TV-spelet Punch-Out!! (1987) är det inledande temat för Von Kaiser.
- TV-spelet Far Cry 3, när en av skurkarna nämner att han gillar klassisk musik och tänder en jukebox med biten. Det kan höras senare, när spelaren flyr i en helikopter från fiendens trupper.

### Sport
- WWE-brottaren Daniel Bryan använde låten för sin entré och använder för närvarande en modernare version av låten, med elgitarr och trummor.
- Fotbollslaget SpVgg Bayreuth, som under en kort tid spelade i tredje divisionen säsongen 2022/23, använder temat som en målsång.

### Övrigt
- I boken Triple Moon av Melissa de la Cruz, när Troy Overbrooks (Thor) dotter, Molly (Módi), först kommer in i North Hampton, hör hon denna bakgrundsbit när hon korsar fördoldhetsförtrollningen.
- Enligt Pete Waterman är låten You Spin Me Round av bandet Dead or Alive också baserad på Valkyrieritten.[22]